# S · A: Special A
S · A: Special A (яп. S·A(スペシャル·エー) S·A (Супэсяру Э:), «Спецкласс „А“») — манга, созданная Маки Минами и выходившая с 2003 по 2009 год в журнале «Hana to Yume» издательства «Hakusensha». В 2008 году на канале «Chiba TV» прошла трансляция 24-серийной аниме-экранизации манги, созданной студией Gonzo.

## Сюжет
Сюжет развивается вокруг двух учеников: Хикари Ханадзоно и Кэя Такисимы, девушки и юноши, занимающих в рейтинге успеваемости второе и первое места соответственно. Противоборство между ними, начатое в раннем возрасте, продолжилось и в школе, в которую они поступили. Хикари готова в любой момент бросить вызов Кэю, чтобы обойти того, хотя многим со стороны кажется, что они просто влюблены друг в друга, хотя поначалу Хикари этого не признает даже после того, как Яхиро и сам Кэй говорили ей об этом неоднократно.

## Список персонажей
Хикари Ханадзоно (яп. 華園 光 Ханадзоно Хикари) — Хикари является главной героиней истории и занимает 2-е место в школе. Она мила, энергична и мягкосердечна. Добивается целей своими силами и уверена, что если постараться, обязательно всё получится. Но она невероятно толстокожа в более утонченных вопросах, в частности любви, и напрочь не умеет готовить. Когда же всё-таки понимает, что её любит Кэй, долго не верит ему и окружающим, упорно называет его лишь «соперником». Однако потом признается самой себе, что тоже любит его.
Сэйю: Юко Гото
Кэй Такисима (яп. 滝島 彗 Такисима Кэй) — Кэй является главным конкурентом Хикари ещё с детства и держит 1-ю позицию в школе. Он хорош абсолютно во всем, что делает, и является всегда победителем. Очень красив. В свои годы он уже управляет огромной компанией, и его отец постоянно умоляет его помочь в любых трудных делах. На первый взгляд холодный, отстранённый, самоуверенный, гордый. Ярый индивидуалист и предпочитает все делать в одиночку. Но совершенно меняется, если дело касается Хикари. Влюблен с самого детства в Хикари и страдает из-за того, что она не видит его чувств. Часто ревнует к противоположному полу. Всячески оберегает её и защищает. Сын главы холдинга Takishima Group.
Сэйю: Дзюн Фукуяма
Дзюн Ямамото (яп. 山本 純 Ямамото Дзюн) — хороший парень, и обычно тих подобно сестре-близняшке Мэгуми. Очень привязан к Рю. Дзюн старается избегать девушек, которые приводили к раздвоению личности. Занимает 3-е место в школе. Когда знакомится с Сакурой, влюбляется, но избегает её потому, что боится раздвоения личности. Сын музыкального продюсера и выдающейся певицы.
Сэйю: Цубаса Ёнага
Мэгуми Ямамото (яп. 山本 芽 Ямамото Мэгуми) — Мэгуми держит 4-ю позицию в школе и является старшей сестрой—близняшкой Дзюна. Она и её брат очень привязаны к Рю, которого знают с тех пор, как были детьми. Мэгуми отказывается говорить, чтобы сохранить свой голос для пения, и общается с помощью записей в блокноте. Очень решительна в некоторых ситуациях. Когда переживала за Акиру и Тадаси, сама пришла к Яхиро и написала ему «Я люблю тебя. Давай встречаться!» Однако, ближе к концу сериала можно заметить, что эти двое испытывают чувства друг к другу по-настоящему.
Сэйю: Аяхи Такагаки
Тадаси Карино (яп. 狩野 宙 Карино Тадаси) — Тадаси занимает 5-е место в школе и является сыном директрисы. Ему нравятся путешествия, очень любит есть то, что приготовила Акира. С детства влюблён в Акиру, но так и не сказал ей об этом. Любит пошутить, поиздеваться, за что нередко получает пинок от Акиры. Имеет дар появляться там, где его никто не ждёт.
Сэйю: Хиро Симоно
Акира Тодо (яп. 東堂 明 То:до: Акира) — дочь владельца авиатранспортной компании. Является лучшей подругой Хикари и всячески её оберегает. Яхиро любит её, но слишком ревнует ко всему миру, и этим он испортил ей всё детство. Лишь Тадаси не испугался Яхиро и показал Акире мир. Влюблена в Тадаси, но не признаётся самой себе в этом, постоянно бьёт его, и Тадаси лишь случайно узнает об этом. Акира вспыльчива, когда дело касается Хикари. Держится на 6-й позиции в школе.
Сэйю: Хитоми Набатамэ
Рю Цудзи (яп. 辻 竜 Цудзи Рю:) — Сын директора компании, производящей спортивные товары, и один из клиентов его семьи — семейство Яхиро. Занимает 7-е место в школе. Очень любит животных. Заботится о Мэгуми и Дзюне с детства. Есть намёки, что он умнее даже Такисимы (когда того требовала ситуация, он правильно ответил на 1000 вопросов за 10 минут), но забота о близнецах занимает почти всё его время. Состоит в отношениях с Финном.
Сэйю: Кадзума Хориэ
Сакура Усикубо (яп. 牛久保 さくら Усикубо Сакура) — Умная, прямолинейная, целеустремлённая и невероятно честная девушка. Не терпит, когда врут и никогда не скрывает собственных чувств. Впервые мы встречаем её, когда она оказывается невестой Кэя, от которой тот сбегает на свидание с Хикари. Однако та настигает их, но выясняется, что Кэй ей совсем не интересен. А через некоторое время, после того как она требовала у Хикари узнать о вкусах Кэя, она искренне влюбляется с первого взгляда в Дзюна. И, хотя поначалу у этих двоих не всё было гладко из-за раздвоения личности Дзюна, она всё равно продолжает его любить, и смогла добиться признания от него.
Яхиро Сайга (яп. 雑賀 八尋 Сайга Яхиро) — Противоречивая личность. Вначале представляется как злодей чуть не погубивший Акиру. Но на самом деле он помогал ей всегда. Поражен характером и поведением Хикари. Первый сообщает ей о том, что в неё влюблён Кэй. Сам впоследствии влюбляется в Мэгуми.

## Аниме-сериал
| Список серий | Список серий                                                                      | Список серий     | Список серий |
| № | Название                                                                          | Трансляция       |              |
| --- | --------------------------------------------------------------------------------- | ---------------- | ------------ |
| 01 | Hikari ~ Kei «Hikari·Kei» (光·彗)                                                 | 6 апреля 2008    |              |
| Знакомство со всеми учениками спецкласса. Очередные соревнования Кэя и Хикари. Хикари вспомнила, что у Кэя день рождения, и решила приготовить для него сюрприз. В это время они слышат шорохи в школе и предотвращают попытку кражи заданий для экзаменов.                                                                          |                                                                                   |                  |              |
| 02 | Pride ~ Pro-Wrestling «Puraido·Puroresu» (プライド·プロレス)                      | 13 апреля 2008   |              |
| Спецкласс соревнуется со школьным советом за главенство спецкласса. На стороне совета брать Фонгю, а за спецкласс выступают Хикари и Кэй. Но в последний момент их связывают наручниками и именно так они должны выйти на ринг. Но освобождаясь от них они побеждают братьев Фонгю и спецкласс остаётся главенствовать в этой школе. |                                                                                   |                  |              |
| 03 | Rice Ball ~ Sincerity «Onigiri･Magokoro» (おにぎり･まごころ)                      | 20 апреля 2008   |              |
| Так как Хикари проиграла Кею, он просит её приготовить бенто. В ходе открывается, что Такисима никогда не пробовал домашней еды, и Хикари серьёзно принимается за готовку. |                                                                                   |                  |              |
| 04 | Brothers ~ Teacher «Kyōdai･Sensei» (兄弟･先生)                                    | 27 апреля 2008   |              |
| Хикари приходит в гости к Кею и становится учительницей его брата Суи. Сначала они совершенно не ладят, но потом она понимает, что он всего лишь добивается внимания старшего. Благодаря Хикари Кэй и Суи поняли, насколько важны они друг для друга.                                                                                |                                                                                   |                  |              |
| 05 | Festival ~ Challenge «Matsuri･Shōbu» (祭り･勝負)                                  | 4 мая 2008       |              |
| В школе устраивают праздник совет и спецкласс. Хикари этому очень рада, но Кэя все это просто бесит. Совет, Акира и Хикари соревнуются с Такисимой и остальными из спецкласса, устраивая фестиваль. |                                                                                   |                  |              |
| 06 | Invitation ~ Saiga Estate «Shōtaijō·Saiga Yakushi» (招待状･雑賀邸)                | 11 мая 2008      |              |
| 07 | Sensitive ~ Thickheaded «Binkan·Donkan» (敏感·鈍感)                               | 18 мая 2008      |              |
| 08 | Trip ~ Dog «Tabi·Inu» (旅·犬)                                                     | 25 мая 2008      |              |
| 09 | Villa ~ Letter «Bessō·Tegami» (別荘·手紙)                                         | 1 июня 2008      |              |
| 10 | Anchor ~ Ryu «Shingari·Ryū» (殿·竜)                                               | 8 июня 2008      |              |
| 11 | Girlfriend ~ Boyfriend «Kanojo·Kareshi» (彼女·彼氏)                               | 15 июня 2008     |              |
| 12 | High Fever ~ Passion «Kōnetsu·Jōnetsu» (高熱·情熱)                                | 22 июня 2008     |              |
| 13 | Magic ~ Friends «Mahō·Tomodachi» (魔法·友達)                                      | 29 июня 2008     |              |
| 14 | Protecting You ~ Sorry «Mamoritai·Gomen ne» (守りたい·ごめんね)                   | 6 июля 2008      |              |
| 15 | Morality ~ Right On «Jingi·Jōtō» (仁義·上等)                                      | 13 июля 2008     |              |
| 16 | Love • Kiss «Suki·Kisu» (好き·キス)                                               | 20 июля 2008     |              |
| 17 | Restraint • Smiling Face «Enryo·Egao» (遠慮·笑顔)                                 | 27 июля 2008     |              |
| 18 | Toudou • Karino «Tōdō·Karino» (東堂·狩野)                                         | 3 августа 2008   |              |
| 19 | Singing Voice • Bad Guy «Utagoe·Warumono» (歌声·悪者)                             | 10 августа 2008  |              |
| 20 | Switch • Critical Moment «Suitchi·Gakueppuchi» (スイッチ·崖っぷち)                | 17 августа 2008  |              |
| 21 | Evenly Matched • Wish Granted «Kanau·Kanau» (敵う·叶う)                           | 24 августа 2008  |              |
| 22 | Love • Strange «Koi·Hen» (恋·変)                                                  | 31 августа 2008  |              |
| 23 | SA • FA «SA·FA»                                                                   | 7 сентября 2008  |              |
| 24 | Hanazono Hikari • Takishima Kei «Hanazono Hikari·Takishima Kei» (華園 光·滝島 彗) | 14 сентября 2008 |              |